# Місцевий музей Стокгольму
Міський музей Стокгольму (швед. Stockholms stadsmuseum) розташований на площі «Російське подвір'я» (швед. Ryssgården) недалеко від Слуссена і Седермальмсторг (швед. Södermalmstorg) Є хронологічним продовженням Музею Середньовіччя. Біля входу в будівлю на постаменті розташована куля діаметром 25 см - Меркурій, - є частиною інсталяції Шведська Сонячна система. 
У музеї постійно діє кілька виставок, присвячених Стокгольму, в тому числі виставка про середньовічних жителів і їх побут, виставка маріонеток, експозиція про архітектуру періоду 1880-1975 років, про водні ресурси міста та інші. Експозиції часто змінюються.
Також проводяться тематичні екскурсії, в тому числі по слідах трилогії Стіга Ларссона «Міленіум».
Для дітей діє ігровий майданчик «Площа» (швед. Torget). 
У музеї також можна придбати квитки для групової екскурсії по Скугсчюркогордену.